# Janusz Zathey
Janusz Zathey (ur. 7 lutego 1927 w Warszawie, zm. 29 sierpnia 2010) – polski pianista i pedagog. 

## Życiorys
Wykształcenie pianistyczne zdobywał w Warszawie u Heleny Dorabialskiej oraz Jerzego Lefelda oraz w krakowskiej Państwowej Wyższej Szkole Muzycznej w klasie fortepianu Zbigniewa Drzewieckiego (dyplom w 1953). W 1956 otrzymał tam także dyplom z kompozycji w klasie Artura Malawskiego. 
W swojej działalności estradowej znany był przede wszystkim jako kameralista i akompaniator; występowali z nim m.in. Eugenia Umińska, Kaja Danczowska, Teresa Głąbówna, Wiesław Kwaśny, Witold Hermann. Działał jako akompaniator Polskiego Radia w Krakowie. Od 1953 r. wykładał w macierzystej uczelni, w latach 1981–1987 jako prorektor ds. studenckich. Był jurorem konkursów muzycznych w Polsce i za granicą (m.in. Rzeszów, Detmold, Weikersheim). W latach 1985–1997 kierował utworzoną przez siebie Katedrą Wychowania Muzycznego w Wyższej Szkole Pedagogicznej w Rzeszowie. W 1973 r. odznaczony Złotym Krzyżem Zasługi.
Przygotowywał także szereg wyciągów fortepianowych publikowanych przez Polskie Wydawnictwo Muzyczne oraz publikował artykuły w Ruchu Muzycznym.